# Graziano Battistini (ciclista)
Graziano Battistini (Fosdinovo, 12 maggio 1936 – Arcola, 22 gennaio 1994) è stato un ciclista su strada italiano.
Professionista dal 1959 al 1968, conta sette vittorie in carriera, tra cui due tappe al Tour de France e due al Giro d'Italia.

## Carriera
Nato a Pulica, nel comune di Fosdinovo, in Lunigiana, dopo aver colto numerose vittorie da dilettante, passò professionista nel 1959 con la Legnano.
Partecipò a quattro Tour de France riportando due vittorie di tappa, la settima tra Lorient e Angers e la sedicesima tra Gap e Briançon nel 1960. Negli anni successivi si impose al Giro d'Italia, vincendo la seconda tappa dell'edizione del 1962 e la ventesima del Giro d'Italia 1965, quando divenne il primo vincitore della Cima Coppi, istituita proprio sul traguardo di quella tappa sullo Stelvio.
Terminata l'attività agonistica lavorò come scopritore di talenti, tra cui Massimo Podenzana. Nella frazione di Baccano, ad Arcola, morì a 57 anni in seguito ad una grave malattia.
Alla sua memoria è dedicato il "Memorial Graziano Battistini".

## Palmarès
- 1957 (dilettanti)

Ruota d'oro
- 1958 (dilettanti)

7ª tappa, 1ª semitappa Gran Premio San Pellegrino
Classifica generale Gran Premio San Pellegrino
- 1960 (Legnano, quattro vittorie)

Coppa Sabatini
7ª tappa Tour de France (Lorient > Angers)
16ª tappa Tour de France (Gap > Briançon)
Gran Premio Saice
- 1961 (Legnano, una vittoria)

4ª tappa Gran Premio Ciclomotoristico
- 1962 (Legnano, una vittoria)

2ª tappa Giro d'Italia (Salsomaggiore Terme > Sestri Levante)
- 1965 (Vittadello, una vittoria)

20ª tappa Giro d'Italia (Madesimo > Passo dello Stelvio)

## Piazzamenti

### Grandi Giri
- Giro d'Italia

1959: 7º
1960: 20º
1961: 12º
1962: 8º
1963: 9º
1964: 18º
1965: 16º
1966: 16º
1967: ritirato
1968: ritirato
- Tour de France

1960: 2º
1961: ritirato (11ª tappa)
1962: non partito (1ª tappa)
1963: 18º

### Classiche monumento
- Milano-Sanremo

1959: 111º
1960: 32º
1961: 74º
1962: 33º
1963: 16º
1964: 24º
1966: 42º
1968: 87º
- Giro di Lombardia

1959: 21º
1960: 30º
1961: 5º
1962: 24º
1963: 15º
1964: 16º
1965: 19º

### Competizioni mondiali
- Campionati del mondo

Karl-Marx-Stadt 1960 - In linea: 13º